# Goodbye Stranger
«Goodbye Stranger» es una canción del grupo británico Supertramp publicada en el álbum de estudio Breakfast in America en 1979. La canción fue publicada como segundo sencillo del álbum y alcanzó el puesto seis en Canadá y el quince en la lista estadounidense Billboard Hot 100.
La canción cuenta con una melodía construida sobre el sonido de un piano Wurlitzer, con unos arreglos que se intensifican a medida que la canción progresa, con la adición de una guitarra eléctrica. La canción incluyó varias capas de voces para completar la melodía así como una voz en falsete durante el coro.
Su lanzamiento como sencillo fue acompañado de un videoclip en el que el grupo toca la canción en un escenario. En el video, Rick Davies toca el Wurlitzer, Roger Hodgson una guitarra eléctrica, Dougie Thomson el bajo, John Helliwell el teclado y Bob Siebenberg la batería.
«Goodbye Stranger» fue incluida en el programa de televisión WKRP in Cincinnati, en el episodio «Baby, If You Ever Wondered», así como en la banda sonora de Magnolia junto a la canción «The Logical Song», su predecesor en la lista de éxitos de Billboard. La serie de televisión estadounidense Supernatural cuenta con un capítulo con el mismo título de la canción, en el cual aparece el tema en la última escena. 

## Versiones
«Goodbye Stranger» ha sido versionada por Lili Haydn en el EP Goodbye Stranger. Una parodia titulada «Goodbye Toby» fue incluida en la cuarta temporada de la serie de televisión The Office, interpretada por Michael Scott (Steve Carell).

## Personal
- Rick Davies: Wurlitzer, órgano, voz y coros.
- Roger Hodgson: guitarra eléctrica y coros.
- John Helliwell: Silbido, piano eléctrico y coros.
- Bob Siebenberg: batería.
- Dougie Thomson: bajo.

## Posición en listas
| País           | Lista                  | Posición |
| -------------- | ---------------------- | -------- |
| Reino Unido    | UK Singles Chart       | 57       |
| Estados Unidos | Billboard Hot 100      | 15       |
| Canadá         | Canadian Singles Chart | 6        |